# باتلفيلد 1

صورة من اللعبة، وتظهر المرحلة الثالثة من طور القصة "لا شئ مكتوب".

باتلفيلد 1 (بالإنجليزية: Battlefield 1 يترجم كـ « ساحة المعركة 1»)‏ هي لعبة فيديو حربية من نوع تصويب من منظور الشخص الأول وهي الجزء الرابع عشر في سلسلة باتلفيلد والجزء الرئيسي الخامس بعد باتلفيلد 4، صدرت في 21 أكتوبر 2016 على أجهزة إكس بوكس ون، وبلاي ستيشن 4، ومايكروسوفت ويندوز. اللعبة من تطوير ديجيتال إلوجينز سي إي ومن نشر إلكترونيك آرتس. وهي اللعبة الأولى من السلسلة التي تحتوي على اللغة العربية.وتمت الدبلجة بالفصحى تم الإعلان عنها رسميا يوم 6 مايو 2016،عبر بث مباشر على تويتش ويوتيوب. تقع أحداثها خلال فترة الثورة العربية الكبرى، والحرب العالمية الأولى.

## أسلوب اللعب
مثل الأجزاء السابقة باتلفيلد 1 لعبة تصويب من منظور الشخص الأول. تدور أحداث القصة في فترة الحرب العالمية الأولى. حيث يستطيع اللاعبين أستعمال مختلف الأسلحة النارية في تلك الحقبة بما فيها البندقية اليدوية، والبنادق النصف آلية، والمدافع، وقاذفة لهب، وغاز الخردل لقتل الأعداء. قامت شركة ديجيتال إلوجينز سي إي بإعادة تطوير نظام القتال اليدوي في اللعبة لإعطاء اللاعب الحرية الكاملة لإستخدام الاسلحة اليدوية مثل السيوف، والمجرفة، والمضرب، والسكاكين. وتم تقسيم الاسلحة اليدوية إلى قسمين: ثقيل، وخفيف. أيضا يستطيع اللاعبين استخدام المركبات الجوية والبحرية والبرية في ساحات القتال ضد الأعداء وتم الإعلان عن عدة أنواع من المركبات مثل: الدبابات الثقيلة، والدبابات الخفيفة، والشاحنات المصفحة، والطائرات مثل قاذفات القنابل، وثنائية السطح، والسفن الحربية مثل البوارج، واستخدام الخيول. تخصيص الأسلحة ونظام التدمير سوف يكون متواجد في هذا الجزء مثل الأجزاء السابقة.
ووفقا لمصمم اللعبة داني برلين، أن طور القصة سوف يحصل على المزيد من البيئات الضخمة والمنفتحة أكثر من الأجزاء السابقة للعبة، مع المزيد من الخيارات والاختيارات المتاحة للاعبين. أيضا اللاعبين سيتحكون بعدة شخصيات خلال لعب طور القصة. وأن أحداث اللعبة لن تكون مزيفة أو معدلة بل سوف تكون مقتبسة ومستوحاة من أحداث تاريخية وقعت فعلا في الحرب العالمية الأولى.
أما طور تعدد اللاعبين، سوف يدعم مايقارب 64 لاعب. ونظام الفريق الجديد سيتيح لمجموعة من اللاعبين الدخول أو مغادرة خوادم اللعبة معا. ووفقا لمصمم اللعبة داني برلين، أن اللاعبين في طور تعدد اللاعبين عليهم الانضمام إلى أي فريق وإلا ستكون اللعبة أكثر صعوبة عليهم. وستدور أحداث القصة في مناطق عديدة حول العالم مثل: شبة الجزيرة العربية وتحديدا المملكة العربية السعودية، وفرنسا، وجبال الألب، وغيرها.

## الأسلحة والمعدات
قامت ديجيتال إلوجينز سي إي التي تعمل بتطوير الجزء باتلفيلد 1 بالكشف عن عدة تفاصيل حول اللعبة في السابق، تبين من خلالها بعض الأسلحة المتواجدة فيها، والذي كشف منها للآن كالتالي :
| الاسم            | صورة   | الطراز                | بلد الأصل                          |
| ---------------- | ------ | --------------------- | ---------------------------------- |
| كولت إم1911      | لااطار | مسدس نصف آلي          | الولايات المتحدة                   |
| إم97             | لااطار | شوزن                  | الولايات المتحدة                   |
| لي - انفيلد      | لااطار | بندقية يدوية          | المملكة المتحدة                    |
| ماوزر سي 96      | لااطار | مسدس نصف آلي          | الإمبراطورية الألمانية             |
| لوجر             |        | مسدس نصف آلي          | الإمبراطورية الألمانية             |
| إم جي 08         | لااطار | مدفع رشاش ثقيل        | الإمبراطورية الألمانية             |
| ماوزر 1918       | لااطار | بندقية مضادة للدبابات | الإمبراطورية الألمانية             |
| جي 98            |        | بندقية يدوية          | الإمبراطورية الألمانية             |
| ام بي 18         | لااطار | مسدس رشاش             | الإمبراطورية الألمانية             |
| سلاح لويس        |        | مدفع رشاش خفيف        | الولايات المتحدة · المملكة المتحدة |
| M1903 سبرينغفيلد | لااطار | بندقية يدوية          | الولايات المتحدة                   |
| لايف بوي إم1     | لااطار | قاذفة لهب             | المملكة المتحدة                    |

## التطوير
في يونيو عام 2015، أعلنت ديجيتال إلوجينز سي إي أنهم كانوا يعملون على لعبة غير معلنة. في يناير 2016، أعلنت إلكترونيك آرتس أن تيتانفال 2، وماس إفكت: أندروميدا، ولعبة فيديو غير معلنة عنها من عالم باتلفيلد، سيتم الإعلان عنهم قبل نهاية السنة المالية للشركة. يوم 6 مايو 2016، تم تسريب تاريخ إطلاق اللعبة، وأحداث اللعبة، وعنوان اللعبة، قبل الإعلان الرسمي. سيصدر للعبة نسختين:نسخة عادية، ونسخة خاصة أو نسخ المجمعين والتي ستحتوي على مجسم جندي من فوج المشاة 369 الأمريكي حجم 35 سم، ورمز لتحميل محتويات غير معلن عنها، وغلاف معدني، وكروت. ومن المقرر أطلاق لعبة باتلفيلد 1 في 21 أكتوبر 2016 الموافق 19 محرم 1438 هـ، لمايكروسوفت ويندوز ، بلاي ستيشن 4، وإكس بوكس ون.

## رُدود الأفعال

### قبل الإطلاق
في 9 مايو 2016، أصبح الإعلان الترويجي لباتلفيلد 1 على اليوتيوب الأكثر حصولا على الاعجابات بين الإعلانات الترويجية الأخرى بما يزيد عن مليون إعجاب.

## وصلات خارجية
- الموقع الرسمي